# La Cité de Dieu (film)
Pour les articles homonymes, voir La Cité de Dieu (homonymie) et City of God.
Pour plus de détails, voir Fiche technique et Distribution.
La Cité de Dieu (Cidades de Deus) est un drame franco-germano-brésilien, réalisé par Fernando Meirelles et Kátia Lund sorti en 2002. 
Il s'agit d'une adaptation du roman du même nom écrit par Paulo Lins (1997). 
En novembre 2015, le film est inclus à la huitième place de la liste établie par l'Association brésilienne des critiques de cinéma (ABRACine) des 100 meilleurs films brésiliens de tous les temps. 

## Synopsis
Dans la Cité de Dieu, un quartier violent de Rio de Janeiro, sur une période allant de la fin des années 1960 au milieu des années 1970, Wilson est issu de ce quartier et veut devenir photographe. À la fois acteur et spectateur des événements, il témoigne ainsi de l'évolution de ce quartier, notamment en ce qui concerne les gangs, l'armement, la drogue et ses amis d'enfance qui ne suivent pas la même voie que lui. 

## Fiche technique
Sauf indication contraire, les informations mentionnées dans cette section peuvent être confirmées par la base de données cinématographiques IMDb,  présente dans la section « Liens externes ».
- Titre francophone : La Cité de Dieu
- Titre original : Cidade de Deus
- Réalisation : Fernando Meirelles, Kátia Lund
- Scénario : Bráulio Mantovani, d'après le roman éponyme de Paulo Lins
- Musique : Ed Cortês, Antonio Pinto
- Photographie : César Charlone
- Montage : Daniel Rezende
- Production : Andrea Barata Ribeiro, Mauricio Andrade Ramos, Elisa Tolomelli
- Société de distribution : Miramax Films (États-Unis), Mars Films (France)
- Budget : 3 000 000 $ (estimation) [réf. nécessaire]
- Pays de production :  Brésil,  Allemagne,  France
- Langue originale : portugais brésilien
- Genre : Drame, action
- Date de sortie[2] :
  - France : 18 mai 2002 (Festival de Cannes) ;  12 mars 2003 (sortie nationale)
  - Brésil : 30 août 2002

## Distribution
Sauf indication contraire, les informations mentionnées dans cette section peuvent être confirmées par la base de données cinématographiques IMDb,  présente dans la section « Liens externes ».

### Fin des années 1960
- Jonathan Haagensen : Cabeleira (Tignasse), frère de Bené, chef d'une bande dans les premières années de la favela, le « trio Ternura ».
- Roberta Rodrigues : Berenice, sa petite amie.
- Leandra Miranda : Lúcia Maracanã
- Alicate : membre du « trio Ternura »
- Douglas Silva : José Eduardo Baretto Conceiçao, alias Dadinho (Petit Dé)
- Michel de Souza : Bené enfant, le meilleur ami de Dadinho (Petit Dé)
- Luis Otávio : Wilson Rodrigues alias Marreco, le frère de Buscapé,  membre du « trio Ternura »
- Edson Montenegro : le père de Buscapé
- Gero Camilo : Paraíba (Nabot), le dénonciateur
- Karina Falcão : la femme de Paraíba
- Luiz Carlos Ribeiro Seixas : Touro (Taureau), un policier
- Maurício Marques : Cabeção (Grosse Tête), son second, apparaît également dans la seconde partie du film.

### Milieu des années 1970
- Alexandre Rodrigues : Wilson Rodrigues alias Buscapé (Fusée) adolescent
- Alice Braga : Angélica, une de ses amies
- Daniel Zettel : Thiago, un de leurs amis
- Leandro Firmino : José Eduardo Baretto Conceiçao, alias Zé Pequeno (Petit Zé) adulte
- Phellipe Haagensen : Bené adulte, son complice
- Rubens Sabino : Neguinho (Noiraud), un des trafiquants de drogues
- Matheus Nachtergaele : Sandro Cenoura (Carotte), un autre trafiquant de drogues
- Charles Paraventi : Tio Sam (Oncle Sam), un trafiquant d'armes
- Seu Jorge : Manoel Machado Da Rochas, alias Mané Galinha (Manu le Coq)
- Sabrina Rosa : la petite amie de Mané Galinha
- Gustavo Engracia : Rogéro Reis, photoreporter
- Graziella Moretto : Marina Cintra, une journaliste
- Darlan Cunha : Filé-com-Fritas (Steak-Frites), un des enfants de la cité

## Production

### Suite
Le film a fait l'objet d'une suite avec la série télévisée La Cité de Dieu : La lutte continue qui prend place 20 ans après les évènements du film, avec le retour de certains interprètes et de leurs personnages, dont Alexandre Rodrigues (Buscapé) et Roberta Rodrigues (Berenice). Elle est diffusée sur Max à partir d'août 2024. 

## Distinctions
Sauf indication contraire, les informations mentionnées dans cette section peuvent être confirmées par la base de données cinématographiques IMDb,  présente dans la section « Liens externes ».Le film est classé en vingtième position dans le classement des meilleurs films de tous les temps sur le site de référence IMDB avec une note de 8,7/10. 

### Récompenses
- Festival international du nouveau cinéma latino-américain de La Havane 2002[5] :
  - Prix Gran Coral, Prix OCIC, Prix FIPRESCI, Prix Glauber Rocha, Cuban Press Association Award, Award of the Havana University
  - Prix du meilleur acteur pour la distribution masculine
  - Meilleure photographie pour César Charlone
  - Meilleur montage pour Daniel Rezende
- Festival international du film de Toronto 2003 : Visions Award - Special Citation
- Festival international du film de Carthagène 2003 : Golden India Catalina
- Festival international du film de Marrakech 2004 : Prix de la mise en scène pour Fernando Meirelles
- British Independent Film Awards 2003 : Meilleur film étranger
- Grande Prêmio do Cinema Brasileiro 2003 :
  - Meilleur film
  - Meilleur réalisateur pour Fernando Meirelles
  - Meilleur scénario adapté pour Bráulio Mantovani
  - Meilleur montage pour Daniel Rezende
  - Meilleure photographie pour César Charlone
  - Meilleur son

### Nominations
- BAFTA Awards 2003 : meilleur film en langue étrangère[5]
- Grande Prêmio do Cinema Brasileiro 2003 :
  - Meilleur acteur pour Leandro Firmino
  - Meilleure actrice pour Roberta Rodrigues
  - Meilleur acteur dans un second rôle pour Jonathan Haagensen et Douglas Silva
  - Meilleure actrice dans un second rôle pour Alice Braga et Graziella Moretto
  - Meilleurs décors
  - Meilleurs costumes
  - Meilleurs maquillages
  - Meilleure musique
- Golden Globes 2003 : meilleur film en langue étrangère[5]
- Oscars 2004[5] :
  - Meilleur réalisateur pour Fernando Meirelles
  - Meilleur scénario adapté pour Bráulio Mantovani
  - Meilleur montage pour Daniel Rezende
  - Meilleure photographie pour César Charlone

### Sélections
- Festival de Cannes 2002 : sélection officielle, hors compétition[6]